# Zahrádky (hrad)
Zahrádky jsou zaniklý hrad u Nového Dvora na rozhraní správních území obcí Zahrádky a Sosnová v okrese Česká Lípa.

## Historie
Středověké panské sídlo známé z několika listin spojili s lokalitou u Nového Dvora František Gabriel a Jaroslav Panáček. První písemná zmínka o hradě pochází z roku 1376 a nachází se v predikátu Vítka ze Zahrádek. Jeho syn Vítek z Mnichova a dcera Zdena Zahrádky okolo roku 1426 prodali Janovi z Vlčího Dolu, od kterého je později koupili bratři Zikmund a Vaněk ze Smojna. Dalším majitelem se roku 1450 stal Jan Smiřický, který Zahrádky připojil k Jestřebí. Poslední zmínka z roku 1546 uvádí Zahrádky mezi pustými sídly.

## Popis
Dochovaná podoba hradu byla od poloviny osmnáctého století ovlivňována výstavbou a provozem Nového Dvora, jehož část zasahuje do hradního příkopu. Další změny přinesly romantické úpravy okolní krajiny a stavba altánu v závěru ostrožny.
Stavebník hradu si pro své sídlo zvolil pseudoostrožnu budovanou turonskými kvádrovými pískovci, která vybíhá do údolí Robečského potoka chráněného jako národní přírodní památka Peklo. Přístupová cesta vedla pravděpodobně od východu a procházela zaniklou osadou, doloženou povrchovými sběry. Jediným dochovaným pozůstatkem hradu je nevýrazný šíjový příkop, který byl pravděpodobně z větší části zasypán destrukcemi hradních konstrukcí a odpadem ze dvora.